# Jörg Kukies
Jörg Kukies, né le 21 février 1968 à Mayence, est un économiste et homme politique allemand .
Membre du Parti social-démocrate d'Allemagne (SPD), il était ministre fédéral des Finances du 7 novembre 2024 au 6 mai 2025.

## Parcours politique
Jörg Kukies adhère aux jeunesses du SPD (Jusos) à l'âge de 18 ans.
De 2018 à 2021, il a été secrétaire d’État au ministère fédéral des Finances, et de 2021 à 2024 à la chancellerie allemande.
Le 7 novembre 2024, à la suite de la rupture de la coalition gouvernementale d'Olaf Scholz causée par le limogeage de Christian Lindner, Jörg Kukies est nommé ministre fédéral des Finances, à la suite de ce dernier. Ce choix est critiqué notamment par Sahra Wagenknecht (BSW) du fait du passé professionnel de Jörg Kukies, ancien banquier d'affaires.
À la suite de la formation du cabinet Merz, Jörg Kukies est remplacé par Lars Klingbeil, également issu du SPD.

## Position politique
Jörg Kukies soutient l'entrée en vigueur du traité de libre-échange entre l'Union européenne et le Mercosur.